# Klaus Fischer (Wissenschaftshistoriker)
Klaus Fischer (* 1949) ist ein deutscher Wissenschaftshistoriker und Wissenschaftstheoretiker, der seit 1992 als Professor an der Universität Trier lehrt.
Fischer arbeitete 1975 bis 1977 an der Universität Mannheim am Lehrstuhl von Hans Albert, wo er mit einer wissenschaftshistorischen Arbeit zur „Kritik der marxistischen Wissenschaftstheorie“ promovierte. Von 1977 bis 1985 war Fischer Mitarbeiter an der Universität Münster am Lehrstuhl von Heinz Hartmann, wo er Redakteur der Zeitschrift „Soziologische Revue“ war. Von 1985 bis 1992 war er Mitarbeiter des Zentrums für Antisemitismusforschung (Leiter Herbert A. Strauss) der Technischen Universität Berlin, wo er Projekte zur „Erforschung der Wirkungsgeschichte der Emigration von Physikern und Biologen aus Deutschland nach 1933“ leitete. 1987 habilitiert sich Fischer mit einer Arbeit aus dem Gebiet der Kognitionsforschung. Seit 1992 ist er Universitätsprofessor an der Universität Tier.

## Forschungsgebiete
- Wissenschaftstheorie, Wissenschaftsgeschichte, Philosophie der Natur, Philosophie der Psychologie, KI, Wissenschaftsemigration nach 1933, Erkenntnistheorie, Scientometrie, Wissenschaftsindikatoren, Philosophie

## Lehrgebiete
- Wissenschaftstheorie, Wissenschaftsgeschichte, Philosophie der Natur, Erkenntnistheorie, Wissenssoziologie

## Preise und Auszeichnungen
- Mouton d’Or (bester Artikel in SEMIOTICA 1988)

## Veröffentlichungen (Auswahl)
- Kritik der marxistischen Wissenschaftstheorie : sozioökonomische Determinierung der Wissenschaft oder Logik der Ideenentwicklung? ; Frühgeschichte, Alter Orient, Antike, 2., verb. Auflage, Fischer, Verlag für Wissenschaftliche Philosophie, Greven 1979, DNB 800264312 (Zugleich Universität Mannheim, Fakultät für Sozialwissenschaften, Dissertation, 1977, Reihe: Studien zur empirischen und systematischen Wissenschaftsforschung, Band 1).
- Kognitive Grundlagen der Soziologie, Duncker und Humblot, Berlin 1987,  (Teildruck der Habilitationsschrift) ISBN 3-428-06279-5.
- Changing Landscapes of Nuclear Physics : A Scientometric Study on the Social and Cognitive Position of German-Speaking Emigrants Within the Nuclear Physics Community, 1921–1947, Berlin, Heidelberg : Springer Berlin Heidelberg 1993, ISBN 978-3-642-78089-9.
- Einstein, Herder, Freiburg im Breisgau / Basel / Wien 1999, ISBN 3-451-04762-4 (= Herder-Spektrum, Band 4762: Meisterdenker).

## Festschrift für Fischer
- Hamid Reza Yousefi (Hrsg.): Das Wagnis des Neuen : Kontexte und Restriktionen der Wissenschaft ; Festschrift für Klaus Fischer zum 60. Geburtstag, Nordhausen : Bautz 2009, ISBN 978-3-88309-507-3.